# Táncdalfesztivál
Táncdalfesztivál — венгерский фестиваль песни и танца (tánc — танец, dal — песня, fesztivál — фестиваль), музыкальный конкурс, проводившийся венгерским телевидением в 60-х годах XX века. Он проводился всего шесть раз: в 1966, 1967, 1968, 1969, 1971 и 1972 годах. В нём принимали участие ведущие группы и исполнители Венгрии. С 1977 по 1994 год телефестиваль проводился ещё девять раз под разными другими названиями.
В социалистической Венгрии, где был всего один телевизионный канал, телефестиваль был для начинающих музыкантов и певцов единственным шансом заявить о себе и получить известность. Многие венгерские звёзды эстрады начинали свою карьеру с победы или участия в Táncdalfesztivál. Победители получали денежные премии и возможность выпустить пластинку со своими песнями.

## Победители Táncdalfesztivál
1966Kovács Kati «Nem leszek a játékszered» 
Toldy Mária «Más ez a szerelem»
1967Toldy Mária «Rövid az élet» 
Zalatnay Sarolta «Nem várok holnapig»
1968Illés «Amikor én még kissrác voltam» (1 место среди групп)
Koós János «Kislány a zongoránál» (1 место среди исполнителей)
Mary Zsuzsi «Mama» (1 место среди исполнительниц)
1969Késmárky Marika «Egy fiú a házból» (1 место среди исполнительниц)
Koós János «Nem vagyok teljesen őrült» (1 место среди исполнителей)
Hungária «Egyszer vagy fiatal» (приз зрительских симпатий)
1971Zalatnay Sarolta «Fák, virágok, fény» (1 место)
Non Stop	"Lélegző furcsa hajnalon" (2 место среди групп)
Illés	"Elvonult a vihar" (2 место)
Szécsi Pál	"Pillangó" (2 место среди исполнителей)
Koncz Zsuzsa	"Rég volt, szép volt" (3 место)
1972Kovács Kati «Add már, uram, az esőt!» (1 место)
Koncz Zsuzsa	"Mondd el, ha kell!" (2 место среди исполнителей)
Bergendy	"Úgy szeretném" (2 место среди групп)
Corvina "Egy viharos éjszakán" (3 место)
Generál & Mikrolied «Mit tehet az ember» (приз зрительских симпатий)
1977 — MetronómKatona Klári «Tíz percet az évekből» (1 место среди исполнителей)
Illés «Hogyha egyszer» (1 место среди групп)
Máté Péter	"Együttlét" (2 место среди исполнителей)
Color	"Fényes kövek" (2 место среди групп)
Szűcs Judit	"Táncolj még" (3 место среди исполнителей)
Neoton Familia	"Hívlak" (3 место среди групп и премия Венгерской Звукозаписывающей Компании)
Generál «Különös szilveszter» (премия Венгерского Телевидения)
1981 - Tánc- és popdalfesztiválHungária «Limbó-hintó» (1 место)
Soltész Rezső	"Szóljon hangosan az ének" (2 место)
Korál	"Homok a szélben" (3 место)
Kovács Kati «Újra otthon» (1 премия за артистизм)
KFT	"Bábu vagy" (2 премия за артистизм)
Soltész Rezső	"Szóljon hangosan az ének" (3 премия за артистизм)
1986 — InterpopNapoleon Boulevard «Kérlek, ne félj»
1988 — InterpopSárközi Anita «Maradj meg nekem!»
1992Szulák Andrea «Mi lesz velem?»
1994Bayer Friderika «Kinek mondjam el vétkeimet?»